# Andrew Moore
Andrew Moore   (Devon), també conegut com A. M. T. Moore, és un arqueòleg i acadèmic britànic. És professor de l'Institut de Tecnologia de Rochester (Rochester Institute of Technology, RIT).

## Joventut
Andrew Moore va néixer a Devon, Anglaterra. Va estudiar Història Moderna a la Universitat d'Oxford i el 1966 es va unir a l'excavació de Kathleen Kenyon a Jerusalem. Del 1967 al 1969, va fer estudis de postgrau a la Universitat de Londres amb John Evans. Després va realitzar investigacions de postgrau a la Universitat d'Oxford. Va acabar el títol de Doctor of Philosophy (DPhil) el 1978 amb una tesi doctoral titulada The Neolithic of the Levant (El Neolític del Llevant). La seva supervisora va ser Dame Kathleen Kenyon.

## Carrera professional
Actualment és director del jaciment d'Abu Hureyra i actual president de l'Institut Arqueològic d'Amèrica.
Del 2000 al 2007, Moore va ser degà del Col·legi d'Arts Liberals de l'Institut de Tecnologia de Rochester (RIT). Des del 2007 és degà d'Estudis de Postgrau al RIT.

## Publicacions
- Moore, Andrew M. T; Hillman, Gordon C; Legge, Anthony J. Village on the Euphrates: From Foraging to Farming at Abu Hureyra (en anglès).  Oxford University Press, 2000. ISBN 978-0-19-510806-4.